# نفرت (فیلم ۲۰۰۰)
نفرت (به هندی: Mela) فیلمی محصول سال ۲۰۰۰ و به کارگردانی دارمش دارشان است. در این فیلم بازیگرانی همچون عامر خان، توینکله خانا، فیصل خان، جانی لور، آسرانی، تیکو تالسانیا، آرچانا پوران سینگ، تانوی عظمی، کولبوشان کارباندا، آیشواریا رای ایفای نقش کرده‌اند.

## خلاصه داستان
روپا (Roopa)، یک دختر زیبای روستایی که روستاییان چانداپور Chandanpur خیلی به او علاقه دارند. امسال در جشن ملا (Mela)، که هر سال چانداپور آن را برگزار می‌کند، قرار است وزیر برای افتتاحیه شرکت کند که …